# Trà Thanh
Trà Thanh là một xã thuộc huyện Trà Bồng, tỉnh Quảng Ngãi, Việt Nam.
Xã Trà Thanh có diện tích 48,65 km², dân số năm 1999 là 1561 người, mật độ dân số đạt 32 người/km².